# Jessica Jislová
Jessica Jislová (Jablonec nad Nisou, 28 luglio 1994) è una biatleta ceca.

## Biografia
Ha esordito in Coppa del Mondo il 3 gennaio 2014 a Oberhof (79ª in una sprint) e ai campionati mondiali a Oslo Holmenkollen 2016 (41ª nella sprint, 48ª nell'inseguimento e 6ª nella staffetta). Ai mondiali di Hochfilzen 2017 si è posizionata 4ª nella staffetta; il successivo 5 marzo a Pyeongchang Alpensia ha ottenuto il primo podio in Coppa del Mondo (3ª in staffetta). Ai XXIII Giochi olimpici invernali di Pyeongchang 2018, suo esordio olimpico, si è classificata 23ª nella sprint, 23ª nell'inseguimento, 72ª nell'individuale e 12ª nella staffetta.
Ai mondiali di Östersund 2019 si è piazzata 55ª nell'individuale e 15ª nella staffetta, a quelli di Anterselva 2020 70ª nella sprint e 4ª nella staffetta e a Pokljuka 2021 71ª nella sprint, 64ª nell'individuale, 10ª nella staffetta e 16ª nella staffetta singola mista. Ha preso parte ai XXIV Giochi olimpici invernali di Pechino 2022, dove è stata 31ª nella sprint, 35ª nell'inseguimento, 27ª nell'individuale, 8ª nella staffetta e 12ª nella staffetta mista. Ai Mondiali di Nové Město na Moravě 2024 si è piazzata 48ª nella sprint, 42ª nell'inseguimento, 12ª nell'individuale, 7ª nella staffetta e 14ª nella staffetta mista; a quelli di Lenzerheide 2025 ha vinto la medaglia d'argento nella staffetta mista ed è stata 54ª nella sprint, 36ª nell'inseguimento, 36ª nell'individuale e 12ª nella staffetta.

## Palmarès

### Mondiali
- 1 medaglia:
  - 1 argento (staffetta mista a Lenzerheide 2025)

### Coppa del Mondo
- Miglior piazzamento in classifica generale: 17ª nel 2022
- 1 podio (a squadre):
  - 1 terzo posto